# Glenea arouensis
Glenea arouensis là một loài bọ cánh cứng trong họ Cerambycidae.